# Păjiștele, Gorj
Păjiștele este un sat în comuna Schela din județul Gorj, Oltenia, România.
 Acest articol despre o localitate din județul Gorj este deocamdată un ciot. Puteți ajuta Wikipedia prin completarea lui.